# Jiří Brady
Jiří Brady (ur. 9 lutego 1928 w Nové Město na Moravě, zm. 12 stycznia 2019) – czeski przedsiębiorca i działacz społeczny żyjący w Kanadzie.

## Życiorys
Po rozpoczęciu nazistowskiej okupacji jego rodzice zostali z powodu żydowskiego pochodzenia aresztowani i wywiezieni do obozu Auschwitz, gdzie zginęli. Jiří Brady wraz z siostrą zamieszkał u wuja, ale w 1942 r. został przymusowo przesiedlony do Theresienstadt, a na jesieni 1944 r. trafił do Auschwitz. Tam wyselekcjonowano go do pracy i przewieziono do obozu pomocniczego w Gliwicach, natomiast jego siostra zginęła w komorze gazowej. Pod koniec wojny ewakuowany na zachód, zbiegł z marszu śmierci. Po wojnie początkowo mieszkał w Czechosłowacji, ale w 1949 r. wyemigrował do Kanady, gdzie założył firmę hydrauliczną. Był zaangażowany w pomoc dla emigrantów z bloku wschodniego i dawanie świadectwa o zbrodni holocaustu.
Za swoje działania Brady otrzymał wiele nagród, między innymi najwyższe cywilne odznaczenie prowincji Ontario (Order of Ontario) i Order Zasługi Republiki Federalnej Niemiec za wysiłki na rzecz obrony praw i wolności człowieka. Czeski senat zaproponował w czerwcu 2013 roku państwowe przyznanie mu orderu Tomáša Masaryka. Wniosek odrzucił prezydent Miloš Zeman, bezskutecznie powtórzono wniosek w roku 2014 i 2016. Ostatnia odmowa przyznania orderu oburzyła czeską opinię publiczną. Jako że wręczenie odznaczenia miało się odbyć w dniu święta niepodległości, wielu działaczy państwowych wezwało do bojkotu obchodów na zamku praskim. Równocześnie rząd odznaczył Bradego Medalem Karla Kramářa, a parlament zwołał nadzwyczajne posiedzenie na jego cześć.